# Ciclul solar 9

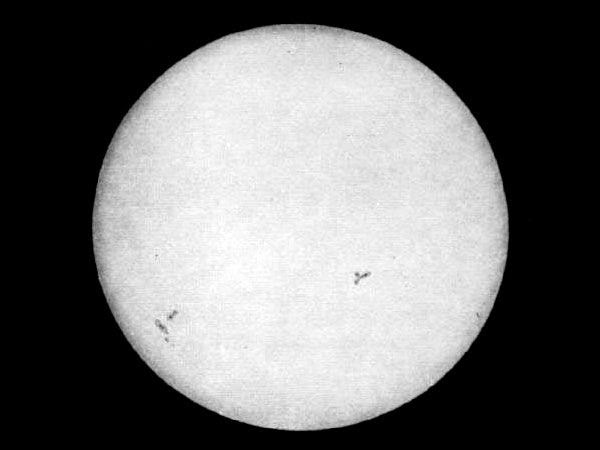
Prima fotografie a Soarelui a fost realizată de Léon Foucault și Hippolyte Fizeau, pe 2 aprilie 1845, la Paris, Franța.

Ciclul solar 9 a fost cel de-al nouălea ciclu solar din 1755, când a început înregistrarea extensivă a activității petelor solare. Ciclul solar a durat 12,4 ani, începând în iulie 1843 și încheindu-se în decembrie 1855. Numărul maxim de pete solare observat în timpul ciclului solar a fost de 219,9 (februarie 1848), iar minimul inițial a fost de 17,6. În timpul minimului ciclului solar, la trecerea de la ciclul solar 9 la ciclul solar 10, au existat un total de 655 de zile fără pete solare.
Ciclul solar 9 a început în 1843, anul în care Heinrich Schwabe a descoperit ciclul petelor solare. În timpul acestui ciclu, Edward Sabine, Rudolf Wolf și alți oameni de știință au recunoscut că perturbările solare afectează mediul magnetic al Pământului, astfel încât ciclurile solare sunt identice cu ciclurile geomagnetice ale Pământului. Wolf a introdus, de asemenea, numărul Wolf în această perioadă.
Fenomenul cunoscut astăzi sub numele de curent indus geomagnetic a fost observat pentru prima dată în timpul acestui ciclu - a devenit evident în rețeaua telegrafică electrică emergentă. Francis Ronalds, director onorific al Observatorului Kew și coleg al lui Sabine, a primit de la operatorii de telegraf date privind mișcările acelor lor magnetice pentru a le compara cu propriile sale înregistrări fotografice ale electricității atmosferice și ale variațiilor de intensitate geomagnetică, dar nu a avut resurse suficiente pentru a studia în detaliu cauzele curenților neașteptați.
Activitatea geomagnetică în timpul ciclului solar 9 a urmat o distribuție cu două vârfuri, cu mai multe furtuni magnetice în timpul părților ascendente (1847-48) și descendente (1851-54) ale ciclului.